# Esox
Esox er en slægt af fisk. Det er den eneste slægt i gedde-familien (Esocidae).

## Arter
Slægten Esox består af følgende arter:
- Esox americanus
- Esox lucius
- Esox masquinongy
- Esox niger
- Esox reichertii